# Mamadou Diakité

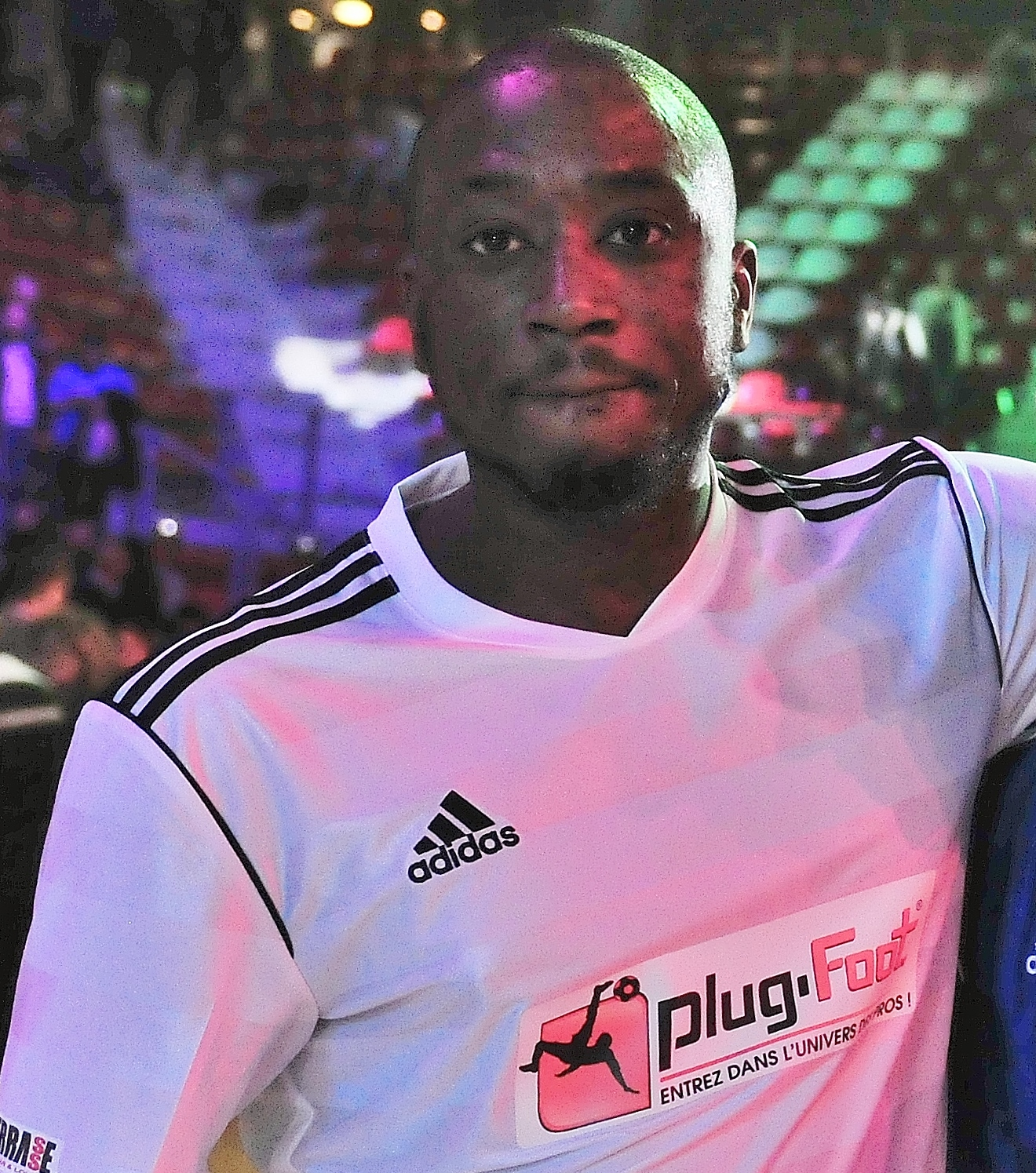
Mamadou Diakité

Mamadou Diakité (Rosny-sous-Bois, 22 mei 1985) is een Frans voetballer die sinds 2010 uitkomt voor Al-Ahli SC, waar hij tot en met 2011 onder contract staat. De middenvelder speelde eerder voor SM Caen (2000-2003), FC Metz (2003-2005) en Victoria Sutabal (2005-januari 2006). In januari 2006 keerde hij terug naar FC Metz en speelde er tot 2008.
In 2010 speelde hij voor ACS Ksar uit Nouakchott in Mauritanië. Sinds 2011 speelt hij op Cyprus bij Apollon Limassol.

## Spelerscarrière
| seizoen   | club                | land      | klasse             | wedst | goals |
| --------- | ------------------- | --------- | ------------------ | ----- | ----- |
| 2005-2006 | Vitória Setúbal     | Portugal  | SuperLiga          | 1     | 0     |
| 2005-2006 | FC Metz             | Frankrijk | Ligue 1            | 1     | 0     |
| 2006-2007 | FC Metz             | Frankrijk | Ligue 1            | 7     | 0     |
| 2007-2008 | FC Metz             | Frankrijk | Ligue 1            | 0     | 0     |
| 2008-2009 | Excelsior Moeskroen | België    | Jupiler Pro League | 12    | 0     |
| 2009-2010 | Excelsior Moeskroen | België    | Jupiler Pro League | 11    | 0     |
| 2010      | Al-Ahli SC          | Qatar     | Qatari League      | 3     | 0     |
|           |                     |           | Totaal             | 32    | 0     |